# Ож (Ардени)
Ож (фр. Auge) насеље је и општина у североисточној Француској у региону Шампања-Ардени, у департману Ардени која припада префектури Шарлвил Мезјер.
По подацима из 2011. године у општини је живело 50 становника, а густина насељености је износила 11,11 становника/km². Општина се простире на површини од 4,5 km². Налази се на средњој надморској висини од 250 метара.

## Демографија
| 1962. | 1968. | 1975. | 1982. | 1990. | 1999. | 2011. |
| ----- | ----- | ----- | ----- | ----- | ----- | ----- |
| 69    | 82    | 72    | 66    | 69    | 69    | 50    |

График промене броја становника у току последњих година